# Svarthuvad kägelnäbb
Svarthuvad kägelnäbb (Conirostrum sitticolor) är en fågel i familjen tangaror inom ordningen tättingar.

## Utseende
Svarthuvad kägelnäbb är en liten praktfull tangara. Den har svart huvud, blå rygg, svarta vingar och orange buk. Könen är lika. Där den överlappar med dräktsmässigt lika kastanjebukig bergtangara skiljer sig kägelnäbben på spetsigare näbb och mindre storlek.

## Utbredning och systematik
Svarthuvad kägelnäbb förekommer i Anderna och delas in i tre underarter med följande utbredning:
- Conirostrum sitticolor intermedium – västra Venezuela (Mérida och Táchira)
- Conirostrum sitticolor sitticolor – södra Colombia, Ecuador och nordvästra Peru
- Conirostrum sitticolor cyaneum – Peru till västra Bolivia (La Paz och Cochabamba)

### Familjetillhörighet
Kägelnäbbarna har tidigare placerats i familjen skogssångare. Genetiska studier visar dock att de är en del av tangarorna.

## Levnadssätt
Svarthuvad kägelnäbb är en rätt vanlig och vida spridd fågel i Andernas tempererade zon. Den ses vanligen i par eller små familjegrupper i mellersta och övre skikten av tempererad skog. Fågeln slår ofta följe med kringvandrande artblandade flockar.

## Status och hot
Arten har ett stort utbredningsområde, men tros minska i antal, dock inte tillräckligt kraftigt för att den ska betraktas som hotad. Internationella naturvårdsunionen IUCN listar arten som livskraftig (LC).